# Tenhusensaari
Tenhusensaari är en ö i Finland. Den ligger i sjön Haapajärvi och i kommunen Valtimo i den ekonomiska regionen  Pielinen-Karelen  och landskapet Norra Karelen, i den centrala delen av landet, 400 km nordost om huvudstaden Helsingfors. Öns area är 3,3 hektar och dess största längd är 270 meter i öst-västlig riktning.